# Етнографски и исторически музей (Бел камен)
Етнографският и исторически музей (на гръцки: Λαογραφικό και Ιστορικό Μουσείο) е музей в леринското село Бел камен (Дросопиги), Гърция.

## История
Бел камен е арванитско християнско село, разположено във Вич на 14 km от Лерин. През 90-те години на XX век членовете на Белкаменското дружество „Проодос“ започват да събират традиционни предмети от всекидневния живот и в 1987 година е създадена етнографска сбирка в старото кметство в центъра на селото. Музеят събира и документира експонати от традиционната култура. Експонатите са от старото село на Бел камен и от изоставеното съседно арванитско село Елхово (Елатия).
Изложени са мъжки и женски народни носии, домашни уреди, занаятчийски сечива – предимно строителни, бижута, църковна утвар, икони, стари книги и отлична колекция снимки, илюстриращи историята на селото, както и документи от XIX и XX век.